# Mycale purpurata
Mycale purpurata är en svampdjursart som beskrevs av Lerner och L. Hajdu 2002. Mycale purpurata ingår i släktet Mycale och familjen Mycalidae. Inga underarter finns listade i Catalogue of Life.